# ساعد سهیلی
ساعد سهیلی (زادهٔ ۳۰ بهمن ۱۳۶۶) بازیگر ایرانی است. سهیلی فرزند سعید سهیلی، کارگردان سینما و برادر سینا مهراد، بازیگر سینما است و بازیگری را با نقش کوتاهی در فیلم شب برهنه (۱۳۸۰) به کارگردانی پدرش آغاز کرد. او برای بازی در چند متر مکعب عشق (۱۳۹۲) تندیس زرین جشن خانهٔ سینما را دریافت کرده و برای رخ دیوانه (۱۳۹۳) و مجموعه فیلم‌های گشت ارشاد سه بار نامزدِ سیمرغ بلورین جشنوارهٔ فیلم فجر شده است.

## زندگی
ساعد سهیلی؛ ۳۰ بهمن ۱۳۶۶ در مشهد به دنیا آمد. سهیلی فرزند سعید سهیلی کارگردان سینما است. او یک برادر به نام سینا و دو خواهر به نام‌های سارا و صبا دارد که هر سه در حوزهٔ سینما، تلویزیون و تئاتر فعالیت دارند. او در خانواده‌ای هنری زاده شده و با گلوریا هاردی، بازیگر مجموعهٔ کیمیا (۱۳۹۴)، ازدواج کرده است.
سهیلی کار هنری خود را با نقش کوتاهی در فیلم شب برهنه (۱۳۸۰) به کارگردانی پدرش آغاز کرد. او نخستین کار حرفه‌ای خود را با بازی در فیلم تلویزیونی میان ماندن و رفتن (۱۳۸۸) ساخته بهروز شعیبی تجربه کرد. استعداد او نخستین بار توسط جواد عزتی (به عنوان بازیگردان) کشف شد. همچنین فیلم‌بردار پشت صحنه در برخی از کارهای پدرش بوده است. ساعد سهیلی دانش‌آموختهٔ کارشناسی گرافیک از دانشگاه آزاد است.

### آقازاده‌ها
ساعد سهیلی در اکران مردمی فیلم سینمایی ژن خوک به صراحت انتقادی بسیار تند نسبت به آقازاده‌ها داشت؛
«امیدوارم که یک سیل بسیار عظیم بیاید و آقازاده‌هایی را که از موقعیت‌شان سوء استفاده می‌کنند را با خودش ببرد.»

## فیلم‌شناسی

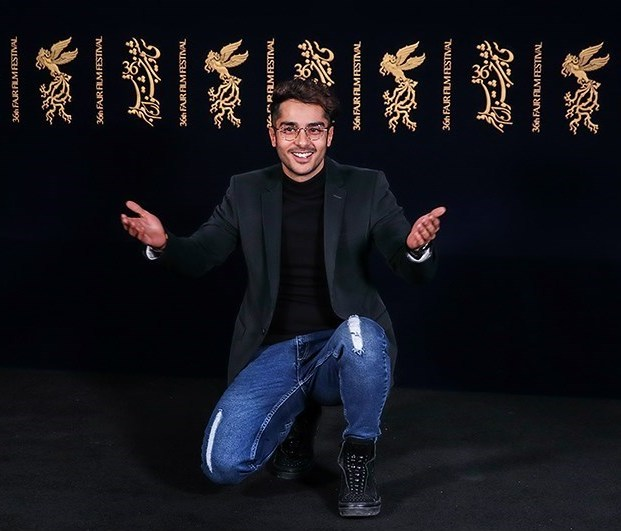
ساعد سهیلی در سی و ششمین جشنواره فجر

### سینما
| سال تولید | فیلم                         | نقش            | کارگردان         |
| --------- | ---------------------------- | -------------- | ---------------- |
| ۱۴۰۳      | خدای جنگ                     | ابراهیم        | حسین دارابی      |
| ۱۴۰۲      | پول و پارتی                  | شاهد           | سعید سهیلی       |
| ۱۴۰۰      | شهرک                         | نوید           | علی حضرتی        |
| ۱۳۹۹      | گشت ارشاد ۳                  | حسن            | سعید سهیلی       |
| ۱۳۹۸      | روز صفر                      | عبدالمالک ریگی | سعید ملکان       |
| ۱۳۹۶      | لاتاری                       | امیر علی       | محمدحسین مهدویان |
| ۱۳۹۶      | اتاق تاریک                   | فرهاد          | روح‌الله حجازی    |
| ۱۳۹۵      | ماهورا                       | امین           | حمید زرگرنژاد    |
| ۱۳۹۵      | گشت ارشاد ۲                  | حسن            | سعید سهیلی       |
| ۱۳۹۴      | ۵۰ کیلو آلبالو               | داوود          | مانی حقیقی       |
| ۱۳۹۴      | مالاریا                      | مرتضی          | پرویز شهبازی     |
| ۱۳۹۳      | پل خواب                      | شهاب           | اکتای براهنی     |
| ۱۳۹۳      | رخ دیوانه                    | مسعود          | ابوالحسن داودی   |
| ۱۳۹۲      | کلاشینکف                     | عادل           | سعید سهیلی       |
| ۱۳۹۲      | چند متر مکعب عشق             | صابر           | جمشید محمودی     |
| ۱۳۹۲      | متروپل                       | خسرو           | مسعود کیمیایی    |
| ۱۳۹۲      | پات                          | پسر معتاد      | امیر توده روستا  |
| ۱۳۹۲      | همه چیز برای فروش            | امیر           | امیر ثقفی        |
| ۱۳۹۱      | او خوب سنگ می‌زند             | حمید           | هادی محقق        |
| ۱۳۹۱      | بشارت به یک شهروند هزاره سوم | برادر مقتول    | محمدهادی کریمی   |
| ۱۳۹۰      | گشت ارشاد                    | حسن            | سعید سهیلی       |
| ۱۳۸۸      | یک خیانت منصفانه             | برادر سحر      | امیراطهر سهیلی   |
| ۱۳۸۷      | چارچنگولی                    | بهنام          | سعید سهیلی       |
| ۱۳۸۰      | شب برهنه                     | نوجوانی پوریا  | سعید سهیلی       |

### سریال
| سال تولید | مجموعه            | نقش         | کارگردان      | شبکه اصلی        |
| --------- | ----------------- | ----------- | ------------- | ---------------- |
| ۱۳۹۷      | نهنگ آبی          | آرمین مشرقی | فریدون جیرانی | شبکه نمایش خانگی |
| ۱۳۸۹      | میان ماندن و رفتن | مجید        | بهروز شعیبی   | شبکه دو          |
| ۱۳۸۹      | قفسی برای پرواز   | قاسم        | یوسف سیدمهدوی | شبکه یک          |

## جوایز و افتخارات
| سال  | فیلم              | عنوان جایزه                                                                   | نتیجه    |
| ---- | ----------------- | ----------------------------------------------------------------------------- | -------- |
| ۱۳۸۹ | میان ماندن و رفتن | تندیس بهترین بازیگری مرد در بخش فیلم‌های ویدئویی از جشنواره بین‌المللی فیلم کیش | پیروز    |
| ۱۳۹۰ | گشت ارشاد         | سیمرغ بلورین بهترین بازیگر نقش مکمل مرد از جشنواره فیلم فجر                   | نامزدشده |
| ۱۳۹۲ | چند متر مکعب عشق  | جایزه بهترین بازیگر نقش اول مرد از جشنواره بین‌المللی فیلم رَباط مراکش          | پیروز    |
| ۱۳۹۲ | چند متر مکعب عشق  | تندیس زرین بهترین بازیگر نقش اول مرد از جشن خانه سینما                        | پیروز    |
| ۱۳۹۳ | رخ دیوانه         | سیمرغ بلورین بهترین بازیگر نقش مکمل مرد از جشنواره فیلم فجر                   | نامزدشده |
| ۱۳۹۵ | گشت ارشاد ۲       | سیمرغ بلورین بهترین بازیگر نقش مکمل مرد از جشنواره فیلم فجر                   | نامزدشده |
| ۱۳۹۶ | اتاق تاریک        | جایزه بهترین بازیگر نقش اول مرد از جشنواره بین‌المللی فیلم هانوی ویتنام        | نامزدشده |
| ۱۳۹۶ | لاتاری            | جایزه بهترین بازیگر مرد از هجدهمین جشن تصویر دنیای هنر                        | نامزدشده |
| ۱۳۹۷ | نهنگ آبی          | بهترین بازیگر مرد درام بخش تلویزیونی نوزدهمین جشن تصویر دنیای هنر             | نامزدشده |